# En kul grej hände på väg till Forum (film)
En kul grej hände på väg till Forum (eng: A Funny Thing Happened on the Way to the Forum) är en brittisk-amerikansk musikalisk komedifilm från 1966 i regi av Richard Lester. Filmen är baserad på scenmusikalen med samma namn, som var inspirerad av pjäsförfattaren Plautus (254-184 f.Kr.) farser, framförallt Pseudolus, Miles gloriosus och Mostellaria. Handlingen förtäljer historien om slaven Pseudolus och hans försök att vinna sin frihet genom att hjälpa sin unga herre med att uppvakta flickan i huset bredvid. I huvudrollerna ses Zero Mostel och Jack Gilford, som repriserar sina scenroller från Broadway. I övriga roller märks Buster Keaton (i sin sista filmroll), Phil Silvers (som var avsedd för rollen som Pseudolus i scenmusikalen), Michael Crawford, Michael Hordern och Roy Kinnear.

## Rollista i urval
- Zero Mostel - Pseudolus
- Phil Silvers - Marcus Lycus
- Michael Crawford - Hero
- Jack Gilford - Hysterium
- Annette Andre - Philia
- Buster Keaton - Erronius
- Michael Hordern - Senex
- Leon Greene - Kapten Miles Gloriosus
- Patricia Jessel - Domina
- Inga Nielsen - Gymnasia
- Peter Butterworth - Romersk vaktpost
- Roy Kinnear - Gladiatorinstruktör
- Pamela Brown - Högprästinna
- Beatrix Lehmann - Dominas mor
- Bill Kerr - Gladiator-in-Training
- Jon Pertwee - Crassus
- Frank Thornton - Slavdrivare
- Ingrid Pitt - Kurtisan

## Musik i filmen i urval
- "Comedy Tonight", Pseudolus
- "Lovely", Philia och Hero
- "Everybody Ought to Have a Maid", Senex, Pseudolus, Lycus och Hysterium
- "Bring Me My Bride", Miles Gloriosus